# コナー・ベン
コナー・ベン（Conor Benn、1996年9月28日 - ）は、イギリスのプロボクサー。グリニッジ出身。2階級制覇王者のナイジェル・ベンは父親。また、プロボクサーのハーレー・ベンは実弟。

## 来歴
12年間スペインのマヨルカ島で過ごし、そこで豪邸に住んでいたが、父ナイジェルは息子達を自立させるため厳格な教育を施した。
2016年4月9日、ロンドンのO2アリーナにてチャールズ・マーティン対アンソニー・ジョシュアの前座でプロデビュー戦を行い、1回2分7秒TKO勝ち。白星デビューを飾った。
2018年7月28日、ロンドンのO2アリーナでセドリック・ペイノーとWBAコンチネンタルウェルター級王座決定戦を行い、10回3-0の判定勝ちを収め王座獲得に成功した。
2019年6月21日、ロンドンのヨーク・ホールでユッシ・コイブラと対戦し、10回2分TKO勝ちを収め初防衛に成功した。
2019年10月26日、ロンドンのO2アリーナでスティーブ・ジャモエと対戦し、4回2分18秒TKO勝ちを収め2度目の防衛に成功した。
2020年11月21日、ロンドンのウェンブリー・アリーナでセバスチャン・フォルメラと対戦し、10回3-0の判定勝ちを収め3度目の防衛に成功した。
2021年4月10日、ロンドンのカッパー・ボックスでサミュエル・バルガスと対戦し、1回1分20秒TKO勝ちを収め4度目の防衛に成功した。
2021年9月4日、リーズのヘディングリー・スタジアムでアドリアン・グラナドスと対戦し、10回3-0の判定勝ちを収め5度目の防衛に成功した。
2021年12月11日、リヴァプールのエコー・アリーナで元WBO世界スーパーライト級王者クリス・アルギエリと対戦し、4回2分58秒KO勝ちを収め6度目の防衛に成功した。
2022年4月16日、マンチェスターのマンチェスター・アリーナでクリス・ヴァン・ヘーデンと対戦し、2回59秒TKO勝ちを収め7度目の防衛に成功した。

### ドーピング失格
2022年10月8日、ロンドンのO2アリーナで2階級上のクリス・ユーバンク・ジュニアと157ポンドのキャッチウェイトでの対戦が予定されていたが、ベンが禁止薬物のクロミフェンの陽性反応が検出されたため試合延期となった。イギリスで1990年代に行われた最大のビッグマッチの一つであったクリス・ユーバンク対ナイジェル・ベンの、その息子同士の対戦ということで大きな話題を集めていた試合だった。
試合3日前の10月5日にイギリスの新聞デイリー・メールが、VADA（ボランティア・アンチドーピング協会）によるドーピング検査で、コナー・ベンからテストステロンを増加させる効果のある禁止薬物であるクロミフェンの陽性反応が検出されたこと、またベンから陽性反応が検出されたことが9月23日までにVADAから両方のボクサー、プロモーター、そして英国ボクシング管理委員会に通知されていたことを、スクープとして報道した。デイリー・メールは記事の中で、英国ボクシング管理委員会及びプロモーターは、ベンから陽性反応が検出されたことを公表せずに試合を行おうとしていると書いている。この報道を受けてベンのプロモーターであるエディー・ハーンは「英国ボクシング管理委員会が試合のドーピング検査を委任しているUKAD（英国アンチドーピング機構）によるドーピング検査ではベンは全て陰性だったので、規則違反で告発されていない。そのため出場停止もされておらず、自由に試合を行うことができる」「Bサンプルがまだ検査されていない」として、英国ボクシング管理委員会に対して差し止め請求などの法的手段をとってでも試合を強行開催する構えを見せ、対戦相手のユーバンク・ジュニアとそのプロモーターのワッサーマン・ボクシングも試合を行う意向を見せたが、翌6日に英国ボクシング管理委員会が「10月4日の夕方に、試合の開催を許可しないと決議して、10月5日の朝にそのことがボクサーやプロモーターなど関係者に伝えられた」と声明を発表すると、ハーンは英国ボクシング管理委員会は正当な手続きを踏んでいないと非難しつつも、その決定に従い試合を延期することを発表した。
2022年10月21日、英国ボクシング管理委員会の公聴会が開かれる当日の朝にベンはボクシングライセンスを放棄した。このためベンは英国ボクシング管理委員会から出場停止などの処分を受けることはなくなったが、公聴会はベンが出席しないまま開かれ、ベンに対する不正行為の申し立てを支持する決定が下された。ベンはSNSで、身の潔白を訴えるとともに、英国ボクシング管理委員会の決定は偏見があり不公平で、しかるべき時期に申し立てに対して対処すると投稿した。
2022年10月26日、ベンがインタビューで、今回の9月1日に検査が実施され9月23日に陽性反応を示した検査結果が通知されたドーピング検査以外にも、7月25日に検査が実施され8月下旬に検査結果が通知されていたドーピング検査でも同じ禁止薬物のクロミフェンの陽性反応が検出されていたことを明らかにした。ベンは、検出されたのは微量で、何かのミスで検出されたと考えており、解決に取り組んでいると話した。
また、ベンの主治医であり過去にテストステロン補充療法で摘発されたことがある医師が、前年に行われたインタビューで「エリートボクサーの80％から90％が不正なドーピングをしている」「イギリスでドーピング検査に失格するには間抜けである必要がある」と発言し、また、即効性のテストステロンを使用してドーピング検査をすり抜ける方法などを語っていたことが判明し、英国ボクシング管理委員会はこの医師に対して調査を行った。
2023年2月22日、WBCが「ベン氏がクロミフェンを意図的に摂取した決定的な証拠はなく」、「卵の摂取量の大幅な増加」がドーピング検査陽性反応検出の「合理的な説明」として、ベンに処分を科さずWBCのランキングに復帰させることを発表した。しかし英国ボクシング管理委員会はこのWBCの決定に即座に反応し、ベンは証拠を提出して英国ボクシング管理委員会及びUKADの調査を受け潔白を証明して再びボクシングライセンスの交付を受けなければ、イギリス国内で試合を行うことが出来ないとする声明を発表した。また、エディー・ハーンがベンがイギリス国外で試合を行うことを模索していると示唆したことについて、英国ボクシング管理委員会は、ボクシングには世界で統一された機関がないのでどうすることも出来ないことに言及しつつも、海外のボクシングコミッションに、ベンがイギリスで潔白を証明するまでは、ベンにライセンスを交付しないよう要請することを明らかにした。
2023年3月15日、UKADから暫定的な資格停止処分を受けた。
2023年4月3日、UKADから正式に起訴された。
2023年4月8日、リング誌がドーピング検査で陽性反応を示したことを理由としてベンをウェルター級のランキングから削除した。
2023年5月7日、ベンはこれまで、英国ボクシング管理委員会に対して、訴訟を起こして損害賠償を請求することを示唆したり、イギリスで試合ができなくなったとしても英国ボクシング管理委員会の管轄外であるイギリス国外でなら自由に試合を行うことができると繰り返し発言するなど、強硬な態度を見せていたが、「故郷に戻って試合をしたい、イギリスにすぐに戻るつもりはないと言っていたことを撤回します」と、これまでの態度を後悔していると語り涙を流しながら謝罪した。
2023年7月28日、独立国立アンチ・ドーピング・パネルが公聴会を開いた後にベンの資格停止処分を解除する決定を下した。
2023年8月17日、UKADと英国ボクシング管理委員会が共に、独立国立アンチ・ドーピング・パネルの資格停止処分解除の決定に対して異議の申立てを行い、控訴した。ベンはこの控訴について「私は既にWBCと独立国立アンチ・ドーピング・パネルの両方から、制限なくキャリアを続けることを認められていたのに、控訴のニュースにはがっかりしている。私は無実だ」とコメントした。
2023年9月21日、2日後にフロリダ州で試合を行う予定のベンについて、英国ボクシング管理委員会のロバート・スミス事務局長が、ベンは問題を解決して汚名を晴らすまではボクシングの試合を行うべきではないとするコメントを出した。
2023年9月23日、UKADと英国ボクシング管理委員会からドーピング失格の件で控訴されているため、ベンは母国イギリスではボクシングライセンスの交付を受けられない中で、アメリカ合衆国フロリダ州オーランドにてフロリダ州アスレチックコミッションからボクシングライセンスの交付を受け、ロドルフォ・オロスコとスーパーウェルター級契約で対戦し、10回判定勝ちを収めた。なお、試合後に対戦相手のロドルフォ・オロスコが禁止薬物の陽性反応が検出され出場停止処分を下された。
2023年11月29日、ベンのプロモーターであるエディー・ハーンがイギリスでのクリス・ユーバンク・ジュニア戦の開催を申請したが、英国ボクシング管理委員会はベンが薬物検査失格に関する調査が完了していないとして却下した。
2024年2月3日、ネバダ州ラスベガスのザ・コスモポリタンにてピーター・ドブソンと対戦し、12回3-0（119-109、118-110×2）の判定勝ちを収めた。
2024年3月26日、UKADと英国ボクシング管理委員会が共に、独立国立アンチ・ドーピング・パネルが下したベンの資格停止処分を解除するという決定に対して控訴していた訴えが勝訴となり、ベンのイギリスでの資格停止処分は解除されないことになった。5月7日、UKADがベンに暫定的な資格停止処分を科した。
2025年4月26日、ロンドンのトッテナム・ホットスパー・スタジアムでWBC・IBF世界ミドル級3位およびWBA世界同級8位のクリス・ユーバンク・ジュニアと10ポンドの水分補給条項が盛り込まれた条件によるミドル級10回戦を行うも、プロ初黒星となる10回0-3の判定負けを喫した。
2025年9月20日、ロンドンでクリス・ユーバンク・ジュニアとダイレクトリマッチによる再戦が行われる予定だったが、ユーバンク・ジュニア側が試合の最終同意をしておらず、ユーバンク・ジュニアのマネージャー氏ら複数の関係者が「受け取った契約書には、日程や会場など細かい条件は未確定のままだった」と釈明し、細かい点で同意が得られず資金提供者のサウジアラビアが手を引いたため、白紙となった。

## 戦績
プロボクシング：24戦 23勝 (14KO) 1敗
| 戦           | 日付           | 勝敗 | 時間    | 内容     | 対戦相手                     | 国籍             | 備考                                    |
| ------------ | -------------- | ---- | ------- | -------- | ---------------------------- | ---------------- | --------------------------------------- |
| 1            | 2016年4月9日   | ☆    | 1R 2:07 | TKO      | イワイロ・ボヤノフ           | ブルガリア       | プロデビュー戦                          |
| 2            | 2016年5月28日  | ☆    | 4R      | 判定     | ルーク・ケレハー             | イギリス         |                                         |
| 3            | 2016年6月25日  | ☆    | 1R 2:31 | KO       | ルーカス・ラディッチ         | チェコ           |                                         |
| 4            | 2016年9月10日  | ☆    | 2R 0:24 | KO       | ジョー・ダッカー             | イギリス         |                                         |
| 5            | 2016年9月24日  | ☆    | 6R      | 判定     | ロス・ジェイムソン           | イギリス         |                                         |
| 6            | 2016年12月10日 | ☆    | 1R 1:06 | TKO      | スティーブン・バックハウス   | イギリス         |                                         |
| 7            | 2017年7月1日   | ☆    | 3R 0:42 | TKO      | マイク・コール               | イギリス         |                                         |
| 8            | 2017年9月1日   | ☆    | 2R 2:05 | TKO      | ケイン・ベイカー             | イギリス         |                                         |
| 9            | 2017年10月7日  | ☆    | 1R 2:16 | TKO      | ネイサン・クラーク           | イギリス         |                                         |
| 10           | 2017年11月11日 | ☆    | 2R 1:00 | KO       | ブランドン・サヌード         | メキシコ         |                                         |
| 11           | 2017年12月13日 | ☆    | 6R      | 判定     | セドリック・ペイノー         | フランス         |                                         |
| 12           | 2018年4月21日  | ☆    | 4R 1:17 | TKO      | クリス・トルーマン           | イギリス         |                                         |
| 13           | 2018年7月28日  | ☆    | 10R     | 判定 3-0 | セドリック・ペイノー         | フランス         | WBAコンチネンタルウェルター級王座決定戦 |
| 14           | 2019年4月20日  | ☆    | 8R      | 判定     | ヨセフ・ザフラドニク         | チェコ           |                                         |
| 15           | 2019年6月21日  | ☆    | 2R 2:00 | TKO      | ユッシ・コイブラ             | フィンランド     | WBAコンチネンタル防衛1                  |
| 16           | 2019年10月26日 | ☆    | 4R 2:18 | TKO      | スティーブ・ジャモエ         | ベルギー         | WBAコンチネンタル防衛2                  |
| 17           | 2020年11月21日 | ☆    | 10R     | 判定 3-0 | セバスチャン・フォルメラ     | ドイツ           | WBAコンチネンタル防衛3                  |
| 18           | 2021年4月10日  | ☆    | 1R 1:20 | TKO      | サミュエル・バルガス         | コロンビア       | WBAコンチネンタル防衛4                  |
| 19           | 2021年9月4日   | ☆    | 10R     | 判定 3-0 | アドリアン・グラナドス       | アメリカ合衆国   | WBAコンチネンタル防衛5                  |
| 20           | 2021年12月11日 | ☆    | 4R 2:58 | KO       | クリス・アルギエリ           | アメリカ合衆国   | WBAコンチネンタル防衛6                  |
| 21           | 2022年4月16日  | ☆    | 2R 0:59 | TKO      | クリス・ヴァン・ヘーデン     | 南アフリカ共和国 | WBAコンチネンタル防衛7                  |
| 22           | 2023年9月23日  | ☆    | 10R     | 判定3-0  | ロドルフォ・オロスコ         | メキシコ         |                                         |
| 23           | 2024年2月3日   | ☆    | 12R     | 判定3-0  | ピーター・ドブソン           | アメリカ合衆国   |                                         |
| 24           | 2025年4月26日  | ★    | 12R     | 判定0-3  | クリス・ユーバンク・ジュニア | イギリス         |                                         |
| テンプレート |                |      |         |          |                              |                  |                                         |

## 獲得タイトル
- WBAコンチネンタルウェルター級王座（防衛7）